# Crime inafiançável
Crime Inafiançável é o crime cuja fiança é inadmissível.

## Crimes inafiançáveis no Brasil
De acordo com o Art. 5º, inciso XLIII, "São inafiançáveis, segundo a Constituição Federal de 1988, os crimes de "tortura, o tráfico ilícito de entorpecentes e drogas afins, o terrorismo e os definidos como crimes hediondos, por eles respondendo os mandantes, os executores e os que, podendo evitá-los, se omitirem." Ainda segundo a Carta Magna de 1988, são inafiançáveis e imprescritíveis: a prática do racismo (Artigo 5.º, inciso XLII), e a ação de grupos armados, civis ou militares, contra a ordem constitucional e o Estado Democrático (Artigo 5.º, inciso XLIV).
O crime inafiançável é a única categoria na qual parlamentares, magistrados e membros do Ministério Público podem ser presos em flagrante.